# Kepler-395c
Kepler-395c, también denominado KOI-2650.01, es un exoplaneta confirmado descubierto en 2012 por el telescopio espacial Kepler, siendo el primer planeta encontrado en torno al sistema Kepler-395 (posteriormente se descubrió un segundo, KOI-2650.02). Las primeras observaciones indicaron un posible carácter habitable del mismo, pero quedó descartado como análogo terrestre tras comprobar que su estrella es mayor de lo previsto (suponiendo una temperatura superficial para el planeta considerablemente mayor).

## Características
Kepler-395c pertenece a un sistema estelar doble situado a 840.8 años luz de la Tierra. Es el segundo más cercano a Kepler-395 de cuantos han sido hallados y confirmados, y el de mayor tamaño (su compañero es un objeto de masa subterrestre - 0.39 MTierra - muy próximo a su estrella, con una temperatura de equilibrio estimada en 329.45 °C). Kepler-395 es una enana naranja de clasificación estelar tipo K, con una luminosidad muy inferior a la del Sol. Su masa es de 0.53 MSolar y su radio 0.56 veces el del Sol (inicialmente su masa y radio se estimaron en 0.41 y 0.4, respectivamente). Como consecuencia de su menor tamaño, la zona de habitabilidad de Kepler-395 está muy cerca de la estrella, pero mucho más lejos de lo estimado en un principio.
Kepler-395c orbita a su estrella en sólo 34.99 días, por lo que existe una probabilidad alta de que esté anclado por marea a ella. Su masa estimada es de 2.23 MTierra y su radio, 1.32 veces el de la Tierra. Su atracción gravitatoria es 1.28 veces mayor que la terrestre (es decir, una persona de 80 kg pesaría unos 102 kg sobre Kepler-395c) y su temperatura de equilibrio es de 98.45 °C (61.15 °C sin efectos atmosféricos), frente a los 15 °C de la Tierra.

## Posibilidades de vida
Con una temperatura superficial próxima a los 100 °C, Kepler-395c es un termoplaneta (casi hipertermoplaneta), demasiado cálido para la vida tal y como la conocemos. Cuando fue confirmado, se estimó una temperatura próxima a los 26º que convirtieron al planeta en uno de los descubrimientos con mayor IST (91%) y, por tanto, con mayores posibilidades para la vida extraterrestre. Actualmente, los exoplanetas confirmados más parecidos a la Tierra son Kepler-438b (88%) y Kepler-296e (85%).